# Мариън (окръг, Тексас)
Окръг Мариън (на английски: Marion County) е окръг в щата Тексас, Съединени американски щати. Площта му е 1088 km², а населението - 19& nbs p;4 86& nbs p;2 07& nbs p;0 51 den sit y_k m2 =11 души (2000). Административен център е град Джеферсън.